# Harrowby
Harrowby är en by i civil parish Londonthorpe and Harrowby Without, i distriktet South Kesteven, i grevskapet Lincolnshire, i England. Byn är belägen 2 km från Grantham. Harrowby var en civil parish 1866–1894 när blev den en del av Harrowby Without och Harrowby Within. Civil parish hade 272 invånare år 1891. Byn nämndes i Domedagsboken (Domesday Book) år 1086 och kallades då Herigerbi.